# 涌谷町
涌谷町（日语：／ Wakuya chō */?）是位於日本宮城縣東北部的町，隸屬於遠田郡。轄區地處仙北平原的中心，江合川流經城鎮中心並往東南流，當地人口則集中在涌谷車站的周邊地區。涌谷町自奈良時代便出產黃金，為日本最早產出黃金的地區，在江戶時代則作為涌谷伊達氏的城下町而繁榮。現今當地在對外通勤與就學方面大多依賴大崎市與石卷市。

## 地理
涌谷町境內約29.6%的面積被山林與原野覆蓋，42.7%的土地為農業用地。箟岳丘陵由西北往東南穿越轄區的中央地帶，中心地區則坐落著海拔236公尺的箟岳山。江合川、出來川、田尻川等河皆流經境內，舊北上川與舊迫川則流經東北部的邊界地帶。當地的城鎮中心坐落在江合川的天然堤上，其餘聚落也多分佈在丘陵的邊緣與河川的天然堤上。

### 氣候
根據統計，1991年至2020年涌谷町的年均溫為11.4℃，年均降雨量則約1134.5毫米。6月至7月為當地的梅雨季節，而9月至10月的降雨量則相對較多。

## 歷史
涌谷町自繩紋時代便有人類居住，境內曾發現長根貝塚等遺跡。其中長根貝塚周圍散布著繩紋時代中期至晚期的貝塚遺跡群。而長根貝塚也被指定為日本的史跡。
奈良時代，包含涌谷在內的周邊地區在續日本紀於天平14年（742年）的記錄中隸屬於「黑川以北十一郡」的小田郡。天平18年（746年），朝廷於陸奧國的最北邊設置小田軍團。而在同個時期，箟岳丘陵一帶是日本最初開採黃金的地方。天平21年（749年），陸奧國國司百濟王敬福為鑄造中的東大寺大佛獻上砂金，使大佛的鑄造能如期進行。聖武天皇為此感到欣喜，並因此將年號先後改為天平感寶與天平勝寶。天平勝寶4年（752年），陸奧國多賀郡以北的各郡開始將黃金作為稅收而繳納，而東大寺大佛也於同年4月舉行開眼會。
鎌倉時代，涌谷地區併入遠田郡。南北朝時代，當地成為南朝與北朝的交界地帶而經歷動盪，而位於箟岳山頂的箟峯寺則是中世紀曾統治當地的葛西氏與大崎氏的信仰中心。
安土桃山時代，葛西氏與大崎氏陸續滅亡。天正19年（1591年）亙理元宗與亙理重宗從亘理地區遷至涌谷後，當地成為一圓知行地，並以涌谷城為中心發展成城下町。之後亙理重宗的長子亙理定宗獲伊達政宗的許可改姓為伊達，而涌谷伊達氏則統治當地至明治維新時期。
明治21年（1888年），日本在當地實施町村制，並設置涌谷町、元涌谷村與箟岳村。昭和23年（1948年），元涌谷村併入涌谷町。昭和30年（1955年），箟月村與涌谷町合併，形成現今的涌谷町。

## 行政
現任町長遠藤釋雄於2023年4月在選舉中成功連任，其任期將持續至2027年5月。

## 經濟
根據日本2020年的國勢調查統計，涌谷町的就業人口中有14.1%從事第一級產業，31.3%的就業人口從事第二級產業，其餘的54.6%則從事第三級產業。當地農業的核心作物為稻米，同時也生產菠菜和食用牛等農產品。

## 教育
涌谷町内共有3所小學校與1所中學校。根據2022年的統計，當地的小學校學生總人數為628名，中學校則共有323名學生。

## 交通
國道108號以東西走向穿越城鎮中心旁，國道346號則以南北走向通過境內。上述兩條國道距離三陸沿岸道路與東北自動車道最近的交流道約20公里。鐵路方面，JR東日本的石卷線與氣仙沼線皆通過涌谷町。石卷線在境內設置涌谷車站與上涌谷車站，氣仙沼線則在轄區東部設置篦岳車站。

## 姐妹城市
涌谷町與以下的日本行政區有簽訂友好交流協議:
| 城市     | 都縣   |
| -------- | ------ |
| 大石田町 | 山形縣 |

涌谷町與以下的國外城市為友好姐妹城市:
| 國家 | 城市             | 締結日期      |
| ---- | ---------------- | ------------- |
| 丹麦 | 索勒（西蘭大區） | 2003年4月23日 |
| 美国 | 薩利納斯（加州） | 1998年8月25日 |
|      | 林川面（扶餘郡） | 2013年3月     |